# 瑚々
瑚々（ここ、2004年8月7日 - ）は、日本の女優、ファッションモデル、グラビアアイドル。
埼玉県出身。イトーカンパニー所属。

## 略歴
2015年
- 8月、イトーカンパニーグループ『ネクストヒロインオーディション』にてグランプリを受賞。イトーカンパニーグループ「ココロネクスト」に所属[2]。ココロネクスト所属当初の芸名は「楠条 瑚子（なんじょう ここ）」であったが、すぐに現在の芸名「瑚々」に改名する。
- 12月、藍坊主 『魔法以上が宿ってゆく』にてMV初出演。

2016年
- 7月、同じ事務所所属の花田優里音、白上心望、宮園明優と共に、マザー牧場イメージガールに就任[3]。

2017年
- 3月、小学校卒業。
- 4月、同じ事務所所属の結城亜実、水原雅、広橋佳苗、竹内詩乃と共に、定期イベント「第3火曜はTOWERでSHOW!!」に出演[4]。
- 10月、『レミングスの夏』にて映画初出演[5]。
- 11月、Instagramアカウントを開設。
- 12月、『フラーハウス season3』にてドラマ初出演。

2018年
- 7月、同じ事務所所属の竹内詩乃と共に、マザー牧場イメージガールに2度目の就任[6]。
- 10月、Twitterアカウントを開設。
- 12月、『小柳ゆき I'm Fun Area』にてラジオ初出演。

2019年
- 4月、第11回 沖縄国際映画祭にて映画祭初参加、初レッドカーペット。
- 7月、ファッション誌『GINZA』に掲載され、以降定期的にモデルを務める[7]。
- 9月、『support surface Spring & Summer 2020 Collection』にてファッションショー初出演。

2020年
- 3月、中学校卒業。
- 4月、『制コレ'20』ファイナリスト15名に選出[8]。「ココロネクスト」が「イトーカンパニー」に統合された事に伴い、「イトーカンパニー」へ所属変更。

2022年
- 7月、『ミスマガジン2022』ベスト16に選出[9]。
- 10月、『ミスマガジン2022』グランプリを咲田ゆなと同時受賞[注釈 1][10][11]。

2023年
- 3月、高校卒業。
- 4月、Twitterのフォロワーが1万人到達。
- 5月、ショートムービープロジェクト「嘘の起源」『ホワイト ライ』にて映画初主演。
- 6月、Instagramのフォロワーが1万人到達。
- 7月、Threadsアカウントを開設。
- 9月、『スターライドオーダー』にて舞台初出演。初写真集「new crop」を発売。

2024年
- 7月、演劇プロデュース団体「朝プロダクション」による舞台『朝劇「恋の遠心力」』にレギュラーキャストとして出演開始。

2025年
- 2月、『おとなりコンプレックス』にてTVドラマ初レギュラー、および初ヒロインとして出演[12]。

## 人物
- 家族は父、母、姉、兄(5歳上)、妹(3歳下)。
- 食品は牛乳とレバー、生き物は鳩が苦手。
- 猫好きだが、猫アレルギーである。
- 高身長だがスポーツ経験はほとんどなく、背の順では常に一番後ろだった[7]。

## 出演

### テレビドラマ
- ショジョ恋。（2023年4月12日 - 6月1日、フジテレビ） - ユナ 役
- おとなりコンプレックス（2025年2月20日 - 3月13日、フジテレビ） - ヒロイン・久慈あきら 役[13]

### テレビ番組
- 痛快TV スカッとジャパン 2時間SP 「大逆転スカッと 劣等生が受験で大逆転」（2019年7月15日、フジテレビ）
- 漢字ふむふむ 「やっちまった〜!?餅」（2023年4月25日、Eテレ ） - 再現ドラマパート 周穎 役
- 開運音楽堂（2023年4月29日、TBS）

### 映画
- レミングスの夏（2017年10月1日、オムロ） - ヨーコ／茅野陽子 役 [5]
- 私たちは、（2019年8月3日、ユナイテッドエンタテインメント） - 瑚々／りりあ 役 [14]
- ショートムービープロジェクト「嘘の起源」『ホワイト ライ』（2023年5月13日、ダブ） - 主演・出雲楓花 役[15]
- 散歩屋ケンちゃん（2023年7月7日、株式会社たきびファクトリー） - 鉄道アイドル・美大生 瑚々 役 [16]
- さよならエリュマントス（2023年8月11日、SPOTTED PRODUCTIONS） - 主演・ココ 役[注釈 2][17]
- ブルーイマジン（2024年3月16日、コバルトピクチャーズ） - 友情出演 [18]
- HEROINES（2024年3月29日、SUPER BENTO ENTERTAINMENT） - 松山ミキ 役 [19]
- 代々木ジョニーの憂鬱な放課後（2025年10月24日、SPOTTED PRODUCTIONS）[20]

### 舞台
- スターライドオーダー （2023年9月16日、ブルースクエア四谷） - 女子大生 みずきち 役
- ×××になれなくて （2023年10月18日 - 22日、ブルースクエア四谷） - チームBLUE ソラ 役
- 朝劇「恋の遠心力」
  - 2023年12月公演 （2023年12月3日、NOS Bar&Dining 恵比寿） - ゲスト出演
  - 新メンバーお披露目公演 （2024年7月14日、21日、NOS Bar&Dining 恵比寿） - あすか 役
  - 2024年8月公演 （2024年8月12日、NOS Bar&Dining 恵比寿） - あすか 役
  - 2024年9月公演 （2024年9月7日、NOS Bar&Dining 恵比寿） - あすか 役
  - 2024年11月公演 （2024年11月30日、NOS Bar&Dining 恵比寿） - あすか 役
  - 朝フェス （2024年12月29日、NOS Bar&Dining 恵比寿） - あすか 役
  - 2025年1月公演 （2025年1月26日、NOS Bar&Dining 恵比寿） - あすか 役
  - 2025年2月公演 （2025年2月9日、NOS Bar&Dining 恵比寿） - あすか 役
  - 2025年3月公演 （2025年3月9日、20日、NOS Bar&Dining 恵比寿） - あすか 役
  - 春雨寺演劇プロジェクト トライアル公演 （2025年5月12日、春雨寺「夢」ホール） - あすか 役
  - 2025年7月公演 （2025年7月13日、春雨寺「夢」ホール） - あすか 役
- 恋と呼ぶには気持ち悪い - 瑠璃 役
  - 東京公演 （2024年4月26日 - 5月5日、ヒューリックホール東京）
  - 大阪公演 （2024年5月10日 - 12日、COOL JAPAN PARK OSAKA TTホール ）

### ラジオ
- 小柳ゆき I'm Fun Area（2018年12月14日、エフエム富士）[注釈 3]
- 春先取り！いちごトレイルラン in マザー牧場（2018年12月22日、かずさエフエム）[21]
- 島ぜんぶでおーきな祭 第11回沖縄国際映画祭 お出かけ生放送（2019年4月21日、RBCiラジオ）
- ミスマガ放課後RADIO!（2022年10月20日 - 2023年8月17日、渋谷クロスFM）[注釈 4]
- 河口恭吾 ブートラジオ（2023年2月18日、ミュージックバード、エフエム世田谷他）
- 小塚アナの褒めタイム！（2023年4月11日、ラジオNIKKEI第1）
- 藤江れいなのRunChiba Time（2024年9月7日、21日、SKYWAVE FM）
- DIGLOUNGE ～木原武藤の最近どう？～ 「interfm × ヤングガンガン 2025年新春特番 DIGLOUNGE ～木原武藤2025年の最近どう？ 新二十歳へ送る、おっさん的エールSP！～」（2025年1月2日、interfm）

### インターネットテレビ
- 矢口真里の火曜The NIGHT #240【特別企画】ミスマガジン水着で大集合SP（2022年7月7日、AbemaTV）

### WEB配信ドラマ
- フラーハウス season3 10話（2017年12月22日、Netflix） - 原宿ガール 役
- ショジョ恋。（2023年3月21日、フジテレビオンデマンド） - ユナ 役

### その他WEB配信
- マザーファームツアー（2016年8月8日、マザー牧場）[22]
- 乗馬体験（2016年8月8日、マザー牧場）[23]
- Jinnan Style（2016年12月9日 - 2018年9月14日、itohcompany）[注釈 5]
- 瑚々バレエレッスン（2017年9月11日、#チャンネル#イケてる#動画）[24]
- 溝口恵のgirls!Showroom（Showroom）
  - #8（2017年9月18日）
  - #12（2018年11月3日）
  - X'masスペシャル（2018年12月24日）
- 【ハロウィン】心霊スポットに行ったら大変な目に合いました（2018年10月27日、itohcompany）[25]
- ZENSHIN-TIGHTS GIRLS ／ ZENSHIN-TIGHTS GIRLS & BOY（itohcompany）
  - Creature（生き物編）（2018年11月30日）[26]
  - Stationery（文房具編）（2018年12月1日）[27]
  - Vegetable（野菜編）（2018年12月4日）[28]
  - Dinosaur（恐竜編）（2018年12月6日）[29]
  - Sign（シンボル編）（2018年12月7日）[30]
  - Sushi（寿司編）（2018年12月8日）[31]
  - Special Edition（2018年12月11日）[32]
  - Free Style（2018年12月14日）[33]
  - Challenge （2018年12月15日）[34]
- 日本の女子高生と原宿デートしてみたら超インスタ映え。（2018年12月4日、サンエン台湾）[35]
- 日本のイマドキの子に3万円渡したら、どう使う？（2018年12月11日、サンエン台湾）[36]
- 【祝】トレエン斎藤さんとペペペペア動画（2018年12月24日、itohcompany）[37]
- 【リスペクト】アンジュルム キソクタダシクウツクシク（2019年3月22日、ITOH COMPANY PLUS）[38]
- ライブ 藍坊主ツイキャス #540333495（2019年4月24日、藍坊主）
- BTS boy with LUV 踊ってみた（2019年8月2日、ITOH COMPANY PLUS）[39]
- 【瑚々 15歳誕生日記念】映画「私たちは、」舞台挨拶スピンオフ企画『近畿の都道府県当てクイズ』（2019年8月7日、ITOH COMPANY PLUS）[40]
- 【密着ドキュメント】映画「私たちは、」初日舞台挨拶&ケボーンダンス！（2019年8月9日、ITOH COMPANY PLUS）[41]
- 岸田タツヤくんの後輩でケボーンダンス！（2019年8月10日、ケボーンダンス東映Official）[42]
- 【都道府県クイズ】映画「私たちは、」舞台挨拶スピンオフ企画『東北の都道府県当てクイズ』（2019年8月12日、ITOH COMPANY PLUS）[43]
- 大家族ヒーロー戦隊ファミリーズ（2019年11月8日、TOKU channel）[44] [45]
- 映画「私たちは、」（2020年7月31日 - 2020年11月30日、MIRAIL）[46][47]
- 【ハロウィン】ハロウィンダンス！HALLOWEEN PARTY-プペル（2022年10月22日、そらちゃんねる）[48]
- ミスマガジン2023
  - エントリー〆切直前！スペシャル生配信（2023年1月19日、TikTok LIVE）
  - エントリー〆切直前！スペシャル生配信（2023年1月19日、Instagram LIVE）
  - ベスト16発表記念 YouTubeLive（2023年5月9日、ミスマガTV）
  - グランプリ発表イベント（2023年8月28日、SHOWROOM）
  - 御礼生配信（2023年8月28日、SHOWROOM）
  - グランプリ発表記念特別生配信（2023年8月28日、ミスマガTV）
- 舞台「スターライドオーダー」本番目前インスタライブ（2023年9月14日、Instagram LIVE）
- エモいショートムービー「恋の不良品」 - 主演・吉川小春 役
  - 前編「恋の不良品」 オンライン先行視聴会＆オンライン舞台挨拶（2023年12月7日、vimeo）
  - 前編「恋の不良品」（2023年12月15日、RANKU TV）
  - 後編「小春日和に恋をした」 オンライン先行視聴会＆オンライン舞台挨拶（2024年1月11日、vimeo）
  - 後編「小春日和に恋をした」（2024年1月19日、RANKU）
- 舞台「×××になれなくて」アーカイブ配信（2023年12月14日 - 2024年1月20日、カンフェティ）

### MV
- 藍坊主『魔法以上が宿ってゆく』（2015年12月28日）[49]
- TSUKEMEN『時を超える絆』 - 汐里（中学生時代） 役
  - ショートムービー #1 （2019年6月30日）[50]
  - ショートムービー #2 （2019年7月7日）[51]
  - ショートムービー #3 （2019年7月14日）[52]
  - ショートムービー #4 （2019年7月21日）[53]
  - ショートムービー #5 （2019年7月28日）[54]
- 徳永ゆうき『車輪の夢』（2020年7月15日）[55]
- 水いらず『su-mu』（2021年11月26日）[56]

### 広告
- マザー牧場イメージガール（2016年、2018年 - 2019年）[3][6]
- JR西日本 企業イメージCM「2017年度下期（第3期）」（2017年11月） - 女学生 役
- 全薬工業 WEB CM アロパノール「受験」篇（2018年12月）

### イベント
- イトーカンパニーグループ『ネクストヒロインオーディション 2015』最終審査（2015年8月23日、浅草六区ゆめまち劇場）[注釈 7]
- 映画『レミングスの夏』
  - 完成披露試写会（2016年10月8日、取手市民会館 大ホール）
  - 舞台挨拶（2017年10月1日、ユーロライブ）
- 第3火曜はTOWERでSHOW!!
  - レギュラー開催（2017年4月 - 2017年12月、東京タワー大展望台1F Club333）[4][注釈 8]
  - ファイナル（2017年12月23日、浅草六区ゆめまち劇場）
- Xmas FAN MEETING 2017 ～especially for you～（2017年12月23日、浅草六区ゆめまち劇場）[注釈 9]
- マザー牧場
  - マザー牧場がやってくる！「羊の毛刈りショー」＆「マーモママとのじゃんけん大会」（2018年7月21日、ラゾーナ川崎プラザ 2Fルーファ広場 グランドステージ）
  - 渡辺あゆ香ライブステージ／サマーナイトファーム花火点火式（2018年8月25日、マザー牧場）
  - いちごトレイルラン（2018年12月22日、マザー牧場）[21]
  - マザー牧場が「ラゾーナ川崎プラザ」にやって来た！「うさモルタッチ」＆「渡辺あゆ香ライブステージ＆マザー牧場2019イメージガール」＆「マーモママとのじゃんけん大会」（2019年8月13日、ラゾーナ川崎プラザ 2Fルーファ広場 グランドステージ）
- 映画『私たちは、』
  - 完成披露試写会・決起集会（2019年3月21日、TCC試写室・カラオケの鉄人 新橋店）[58] [注釈 10]
  - 第11回 沖縄国際映画祭 ワールドプレミア上映（2019年4月20日、桜坂劇場ホールA）[60]
  - 第11回 沖縄国際映画祭 レッドカーペット（2019年4月21日、国際通り）
  - 女子高生・女子大生限定試写会（2019年6月24日、渋谷某所）
  - 先行披露試写会（2019年7月30日、ユーロライブ）[61]
  - 舞台挨拶（2019年8月3日、5日、7日、10日、11日、12日、K's cinema）[62]
- support surface Spring & Summer 2020 Collection（2019年9月10日、東京国立博物館 表慶館）[63]
- ショートムービープロジェクト「嘘の起源」『ホワイト ライ』
  - 第15回 沖縄国際映画祭 ワールドプレミア上映（2023年4月15日、桜坂劇場ホールA）
  - 第15回 沖縄国際映画祭 レッドカーペット（2023年4月16日、国際通り）
  - プレミアム先行上映イベント（2023年4月27日、TOHOシネマズ六本木ヒルズ）
  - 舞台挨拶（2023年5月14日 - 19日、ユーロスペース）
- 映画『散歩屋ケンちゃん』
  - 初日舞台挨拶（2023年7月7日、シネマ・ロサ）
  - DVD化記念特別コラボ企画（2024年1月20日、シネマ・ジャック&ベティ）[注釈 11]
- 映画『さよならエリュマントス』
  - 公開記念「ミスマガジン×都市対抗野球大会スペシャルコラボ」チアダンス生披露（2023年7月24日、東京ドーム）[64]
  - 公開記念イベント＂ウィー・アー・エリュマントス！＂（2023年7月27日、Club Mixa）
  - 舞台挨拶（2023年8月11日、ヒューマントラストシネマ渋谷）
  - 舞台挨拶（2023年8月11日 - 13日、31日、シネマート新宿）
  - 舞台挨拶（2023年8月27日、kino cinéma 横浜みなとみらい）
  - 舞台挨拶（2023年9月23日、kino cinéma 立川髙島屋S.C.館）
  - 舞台挨拶（2023年10月28日、シネマテークたかさき）
  - 舞台挨拶（2023年10月28日、30日、11月2日、アップリンク吉祥寺）
  - 舞台挨拶（2023年12月17日、川越スカラ座）
  - 舞台挨拶（2023年12月23日、深谷シネマ）
  - 舞台挨拶（2024年1月21日、シネマスコーレ）
  - 第4回 SAITAMAなんとか映画祭（2024年3月2日、RaiBoC HaII）
  - 「さよならエリュマントス」Blu-ray発売記念&「代々木ジョニーの憂鬱な放課後」クランクイン直前トークライブ feat.ミスマガジン2022-2023（2024年8月15日、LOFT9 Shibuya）
  - キムラ・シネマティック・ユニバース（2025年4月2日、4日、新宿武蔵野館）
- ミスマガジン2022 Wグランプリ写真集発売記念イベント（2023年10月1日、HMV&BOOKS SHIBUYA）
- 映画『HEROINES』舞台挨拶（2024年4月6日、池袋HUMAXシネマズ）
- 映画『私たちのオカルティックサマー』舞台挨拶（2025年8月3日、Morc阿佐ヶ谷）

### その他
- Saucy Dog 「It Re:ARENA TOUR 2023-2024」オープニングムービー （2023年11月18日 - 2024年3月31日）

## 書籍

### 写真集
- 瑚々 1st写真集 「new crop」（2023年9月27日、講談社、撮影：Takeo Dec.）[注釈 12]ISBN 978-4-06533-368-6

### 雑誌
- girls! vol.51（2017年9月14日、双葉社）
- STUDY #4（2017年11月23日、LIFT）
- CM NOW（玄光社）
  - No.194（2018年8月10日）
  - No.198（2019年4月10日）
- Lens magazine vol.1（2019年2月15日、エイ出版社）
- GINZA（マガジンハウス）
  - 2019年8月号（2019年7月12日）
  - 2020年5月号（2020年4月12日）
  - 2022年8月号（2022年7月12日）
- 週刊ヤングジャンプ（集英社）
  - No.19特大号_2020年4/23号（2020年4月9日） - 表紙・制コレ'20[8]
  - No.21特大号_2020年5/7号（2020年4月23日）[65]
- 週刊ヤングマガジン（講談社）
  - 2022 No.32_2022年7月25日号（2022年7月11日） - 表紙・ミスマガジン2022ベスト16[9]
  - 2022 No.33_2022年8月1日号（2022年7月15日） - ミスマガジン2022ベスト16
  - 2022 No.47_2022年11月7日号（2022年10月24日） - 表紙・ミスマガジン2022[66]
  - 2022 No.49_2022年11月21日号（2022年11月7日） - ツキイチミスマガ！
  - 2022 No.52_2022年12月12日号（2022年11月28日） - 表紙[67]
  - 2023 No.1_2023年1月1日号（2022年12月5日） - ツキイチミスマガ！
  - 2023 No.4/5合併号_2023年1月16日号（2022年12月26日） - 表紙・ミスマガジン2021&2022[68]
  - 2023 No.6_2023年1月23日号（2023年1月6日） - ツキイチミスマガ！
  - 2023 No.10_2023年2月20日号（2023年2月6日） - ツキイチミスマガ！
  - 2023 No.14_2023年3月20日号（2023年3月6日） - ツキイチミスマガ！
  - 2023 No.20_2023年5月1日号（2023年4月17日） - ツキイチミスマガ！
  - 2023 No.21/22合併号_2023年5月15日号（2023年4月24日） - 表紙・ミスマガジン2022
  - 2023 No.26_2023年6月12日号（2023年5月29日） - ツキイチミスマガ！
  - 2023 No.31_2023年7月17日号（2023年7月3日） - ツキイチミスマガ！
  - 2023 No.32_2023年7月24日号（2023年7月10日） - ツキイチミスマガ！特別編
  - 2023 No.36/37合併号_2023年8月28日号（2023年8月7日） - ミスマガジン2022×さよならエリュマントス
  - 2023 No.38_2023年9月4日号（2023年8月21日） - ミスマガジン2022グランプリ写真集厳選カット
  - 2023 No.43_2023年10月9日号（2023年9月25日） - 表紙・ミスマガジン2022グランプリ写真集秘蔵カット
  - 2024 No.4/5合併号_2024年1月11日号（2023年12月25日） - 表紙・ミスマガジン2021・2022・2023
  - 2024 No.49_2024年11月18日号（2024年11月1日） - 巻末グラビア
- 月刊ヤングマガジン（講談社）
  - 2022 No.12（2022年11月21日） - 表紙・ミスマガジン2022[69]
  - 2023 No.1（2022年12月19日） - 付録DVD・ミスマガジン2022
  - 2024 No.1（2023年12月18日） - 付録DVD・ミスマガジン2022
  - 2025 No.1（2024年12月20日） - 付録DVD
- 週刊プレイボーイ（集英社）
  - No.7_2023年2月13日号（2023年1月30日）[70]
  - No.22_2024年5月27日号（2024年5月13日）
- BOMB（ワン・パブリッシング）
  - 2023年5月号（2023年4月7日）
  - 2025年3月号（2025年2月7日）
- 週刊少年マガジン（講談社）
  - 2023 No.21/22合併号_2023年5月10/17日号（2023年4月26日） - 表紙・ミスマガジン2022（グランプリ＆ミス週刊少年マガジン）
- BIG ONE GIRLS graph vol.6 2023年7月号（2023年6月21日、ジャパンプリントシステムズ）
- mini（宝島社）
  - 2023年9月号（2023年8月12日）
  - 2024年8月号（2024年7月12日）
- FRYDAY 2023年9月29日号（2023年9月14日、講談社）
- ヤングマガジングラビア増刊プレミアム ミスマガジン2022BEST写真集（2023年9月25日、講談社）
- 水色エモーション vol.2（2023年11月29日、らんくう）
- 漫画アクション 2024年 2/6号（2024年1月16日、双葉社）
- ヤングガンガン（SQUARE ENIX）
  - 2024年 No.07（2024年3月15日）- 巻末グラビア・付録DVD
  - 2025年 No.02（2025年1月4日）- 巻中&巻末グラビア「YG成人式‼︎」
  - 2025年 No.03（2025年1月17日）- 付録DVD
- FLASH（光文社）
  - 2024年7月23・30日号（2024年7月9日）
  - 2024年10月15日号（2024年10月1日）
- 週刊ビッグコミックスピリッツ 2024 No.38_2024年9月2日号（2024年8月19日、小学館）- 表紙・巻頭グラビア
- blt graph. vol.108（2024年12月26日、東京ニュース通信社）
- TV station 2025年8号（2025年3月26日、東京ニュース通信社）
- GIRLS graph. 010（2025年8月22日、宝島社）

### 電子書籍
- ヤンマガデジタル写真集 ヤンマガアザーっす！（講談社）
  - ミスマガジン2022① ＜YM2022年47号未公開カット＞（2023年1月6日）[71]
  - ミスマガジン2022② ＜YM2022年48号未公開カット＞（2023年1月6日）[72]
  - ミスマガジン2022①② 70枚完全版 ＜YM2022年47号+48号未公開カット＞（2023年1月6日）[73]
  - ミスマガジン2021&2022コラボ 和泉芳怜 瑚々 咲田ゆな ＜YM2023年4・5号未公開カット＞（2023年3月3日）[74]
  - 瑚々＆咲田ゆな(ミスマガジン2022グランプリ) ＜YM2022年52号未公開カット＞（2023年3月24日）[75]
  - ミスマガジン2022① ＜YM2023年21・22号未公開カット＞（2023年7月7日）[76]
  - ミスマガジン2022② ＜YM2023年21・22号未公開カット＞（2023年7月7日）[77]
  - ミスマガジン2022③ ＜YM2023年21・22号未公開カット＞（2023年7月7日）[78]
  - ミスマガジン2022①〜③ 105P枚完全版 ＜YM2023年21・22号未公開カット＞（2023年7月7日）[79]
  - ミスマガジン2022 大増量版 全100P ＜YM2024年4・5号未公開カット＞（2024年2月2日）[80]
- ヤンマガデジタル写真集 ミスマガのアソビバ！（講談社）
  - ミスマガジン2022 ソログラビアSP① 瑚々（2023年1月13日）[81]
  - 年末年始干支コスプレSP 瑚々（2023年2月10日）[82]
  - ミスマガ2022とお家で過ごす2人の時間 瑚々（2023年4月14日）[83]
  - ミスマガ2022 制服グラビア〜卒業の季節〜 瑚々（2023年5月12日）[84]
  - ミスマガ2022 おしゃかわグラビア 瑚々（2023年7月14日）[85]
  - ミスマガ×『さよならエリュマントス』 瑚々 咲田ゆな 藤本沙羅（2023年8月4日）[86]
  - ミスマガ×『さよならエリュマントス』 瑚々（2023年8月4日）[87]
  - ミスマガ2022未公開傑作選SP 瑚々（2023年11月3日）[88]
- 瑚々 1st写真集 「new crop」（2023年9月27日、講談社、撮影：Takeo Dec.）[注釈 13][89]
- 週プレ PHOTO BOOK（集英社）
  - 瑚々写真集「173㎝、堂々と」（2024年5月13日）[90]
- ヤンマガデジタル写真集（講談社）
  - 瑚々 GIRLSフェロモン（2024年6月28日）[91]
  - 瑚々 ハタチの旅路（2024年11月1日）[92]
- スピ/サン グラビアフォトブック（小学館）
  - 瑚々 ココナツ（2024年8月19日）[93]
- FLASH Digital Photo Book（光文社）
  - 瑚々 Special one（2024年10月1日）[94]

### その他
- NEXT GIRL図鑑 2019（2018年11月19日、玄光社）